# فصلی در دوزخ (فیلم)
فصلی در دوزخ (فرانسوی: Une saison en enfer‎, ایتالیایی: Una stagione all'inferno) فیلمی درام به کارگردانی نلو ریسی محصول سال ۱۹۷۱ است. از بازیگران آن می‌توان به ژان-کلود برایلی، ترنس استامپ، گابریلا جاکوبه و جاشوآ سینکلیر اشاره کرد.